# Zerogone
Zerogone is een geslacht van spinnen uit de familie hangmatspinnen (Linyphiidae).

## Soorten
De volgende soorten zijn bij het geslacht ingedeeld:
- Zerogone submissella (Strand, 1907)